# Сканографія

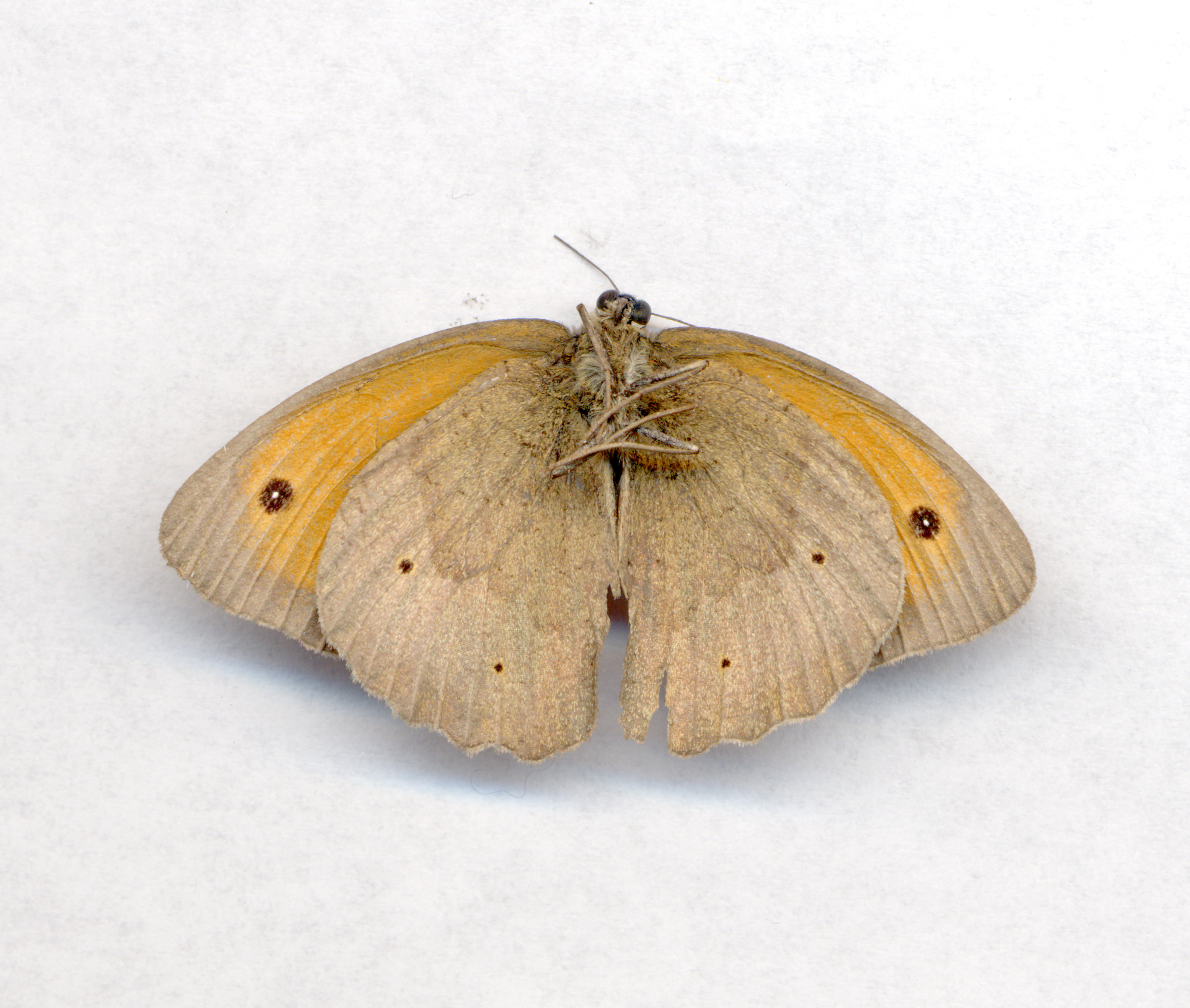
Метелик

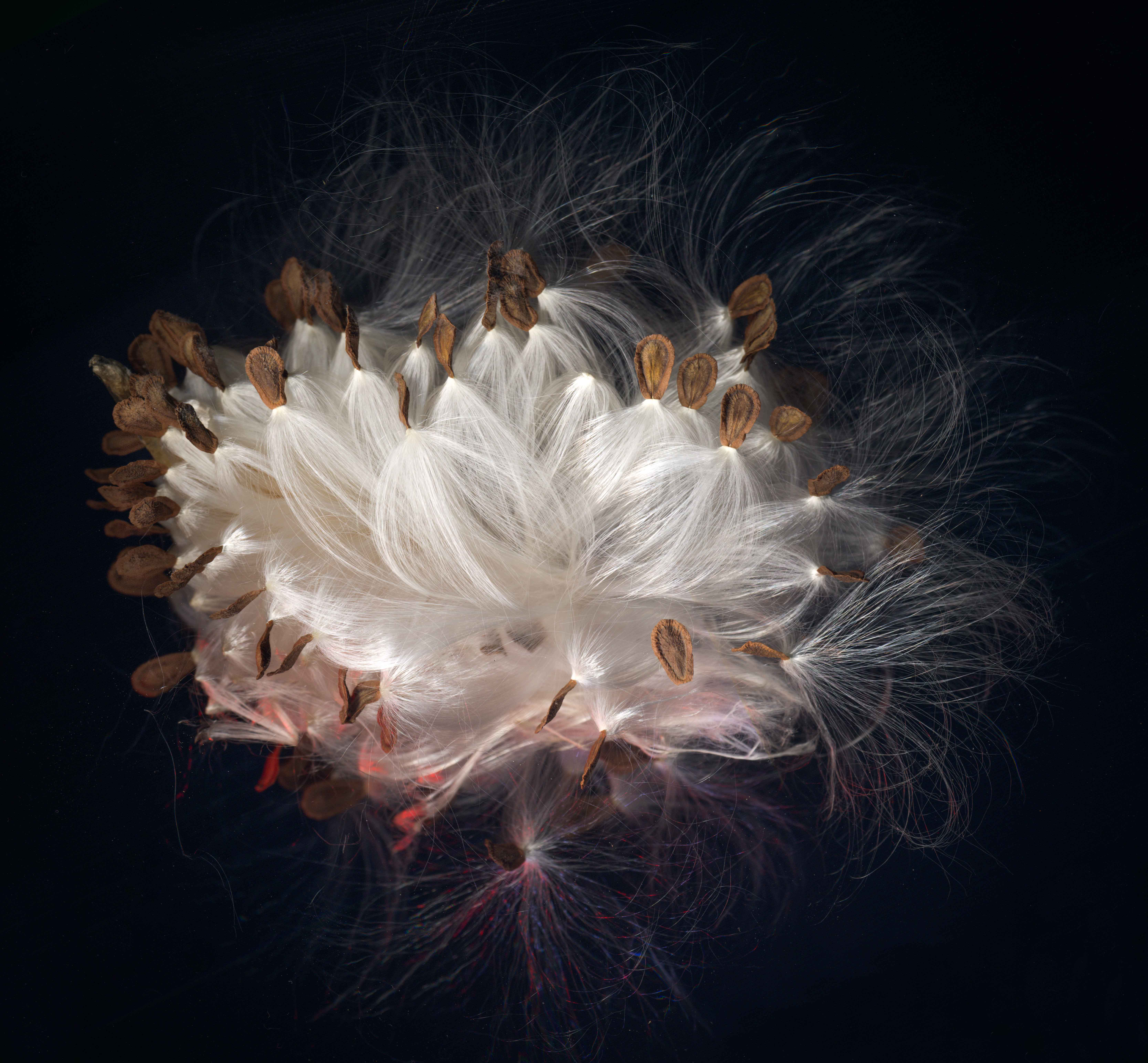
Сканограма коробки насіння Ваточника

Сканогра́фія — зображення, що створені як скановані із наступним опрацюванням в графічному редакторі. Фактично є технікою створення статичних зображень, поєднанням фотографії з ілюстрації. Можна сказати, що є творчим розвитком ботанічної ілюстрації на сучасному рівні. Основна відмінність від фотографії — використання для отримання первинного зображення сканера, який забезпечує чітку різкість в найближчих ракурсах. Практично є скануванням предметів, що розміщуються безпосередньо на склі сканера.

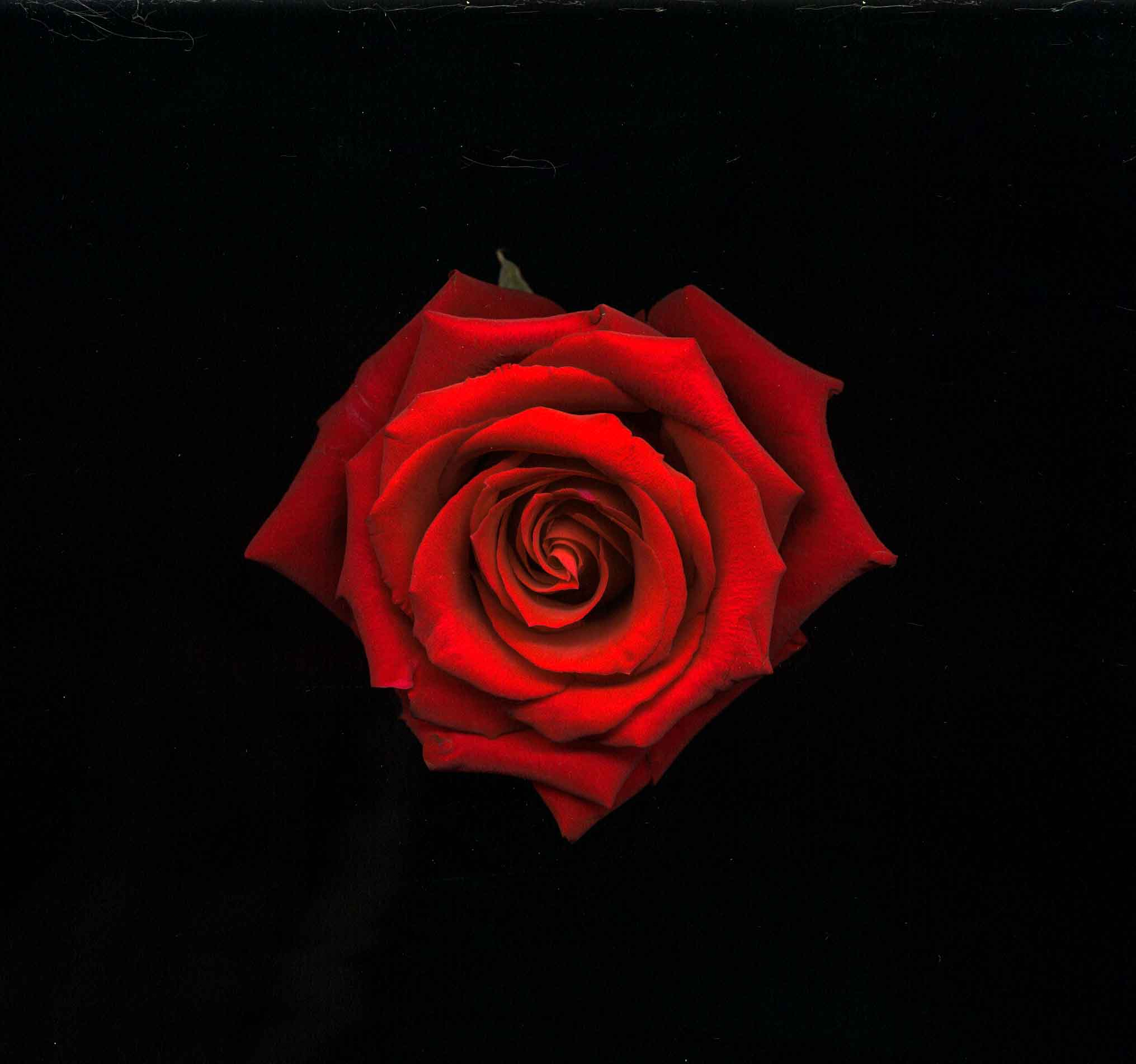
Троянда

Раніше термін сканографія використовувався в медицині для позначення процесу отримання сканограми, але останнім часом все більше ним позначають напрямок у фототехніці.
Найбільшу популярність ця техніка здобула в період з 1993 по 1997 роки. В цей період з'явились відомі сканографії фотомайстрів Дерріла Карена з серії «Сто мушлів» та «Сто кольорів» Гарольда Файнштейна.

## Особливість сканографії
Сканери розроблялись як пристрої, що мали забезпечувати постійну та однакову різкість по всій площині. Глибина була для них не принциповим виміром, але задля компенсування технологічних відхилень виробники забезпечували 1..2 см. Це й обумовило принципову відмінність від фотографії, в якій максимальна різкість забезпечується впродовж оптичної осі.
Вбудоване джерело світла сканера забезпечує чудову різкість, насиченість кольорів та унікальний ефект тіней.
Іншою особливістю сканографії є те, що для композиції можна використовувати тільки нерухомі об'єкти, тому що процес сканування йде доволі повільно.

## Техніка виконання
Кращі результати дають сканери із CMOS-датчиком завдяки більшої глибини різкості, аніж сканери із CCD-матрицею. Сканування виконують або із знятою кришкою сканера в темному приміщення, або накривають композицію предметів. Для створення фону використовують найчастіше кольоровий папір або тканини.
Для забезпечення чистоти поверхні сканера її ретельно миють або предмети композиції розміщують на окремій проміжній тоненький скляний підлозі.
Поради щодо створення сканограми:
- скляна поверхня сканера має бути чистою. Перед кожним сеансом ретельно мийте її;
- кришку сканера залишайте відкритою, щоб не зім'яти об'єкти та не пошкодити сканер;
- виконуйте сканування в темному приміщенні;
- використовуйте різний фон;
- спробуйте сканувати на просвіт, особливо виходять сухі листя та квіти;
- експериментуйте із розташуванням предметів;
- враховуйте відблиски світла матеріалом предметів, особливо металевих, вони можуть призводити до появи на сканографії веселкових візерунків;
- використовуйте додаткові джерела світла;
- скануйте окремі фрагменти, які потім об'єднайте в фоторедакторі;
- результати сканування майже завжди потребують додаткової обробки: очистку фону, налаштування тонового та кольорового балансу.

## В Україні
В Україні сканограми робили: художниця з Ужгорода Пимина Давидова в рамках проєкту «Амнезія project»; київський художник Михаїл Заблодський; фотохудожник Сергій Михалків.